# Mona Fagerås

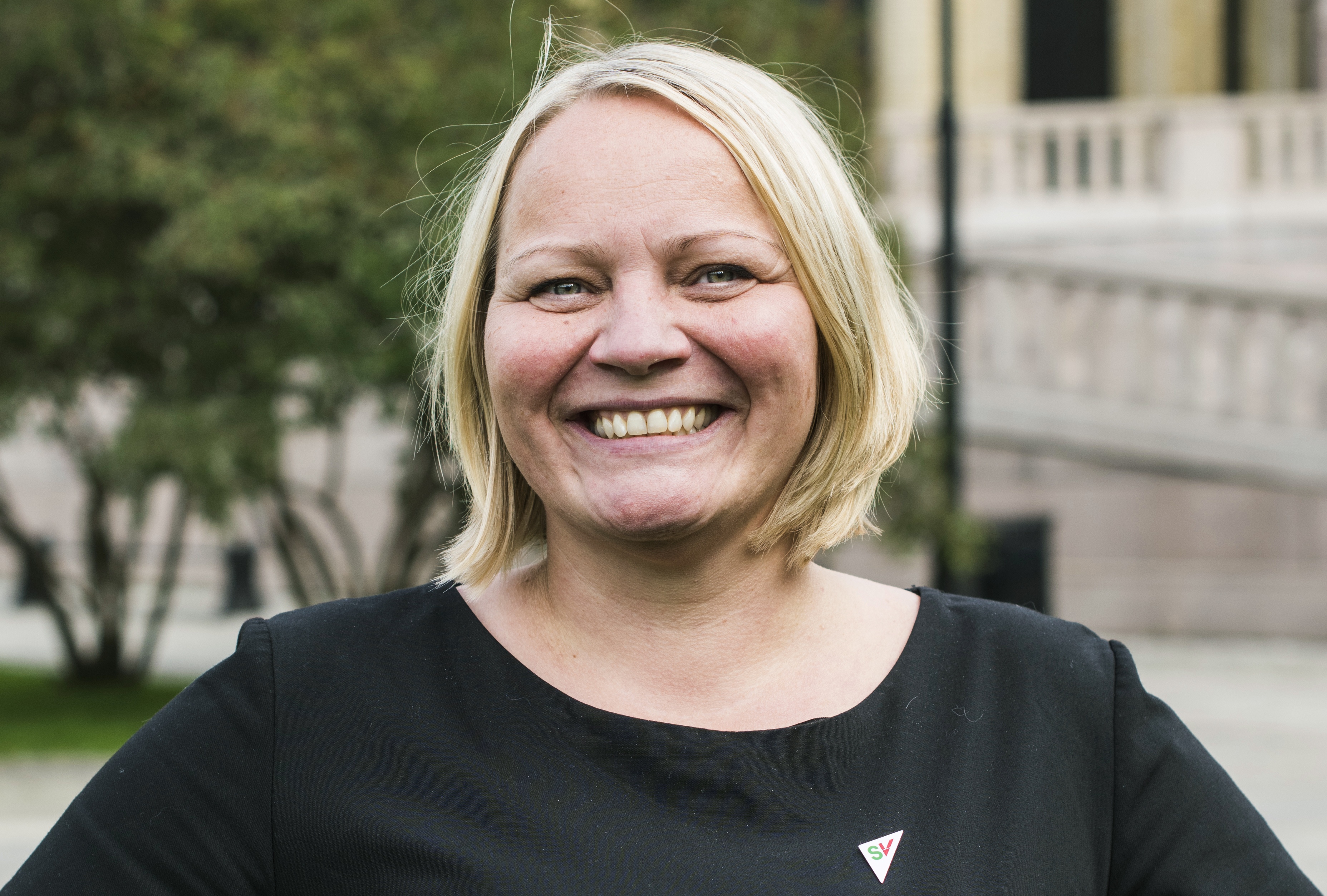
Mona Fagerås, 2017

Mona Lill Fagerås (* 9. Januar 1972 in Harstad) ist eine norwegische Politikerin der Sosialistisk Venstreparti (SV). Seit 2017 ist sie Abgeordnete im Storting.

## Leben
Fagerås studierte zwischen 1991 und 1992 Soziologie an der Universität Tromsø und anschließend bis 1995 Lehramt. Sie war anschließend bis 1999 als Lehrerin in Oslo tätig, bevor sie wieder nach Nordnorwegen zurückkehrte. Fagerås lehrte bis 2015 in Sortland und Vestvågøy, ab 2012 fungierte sie als Rektorin. 
Fagerås saß von 2003 bis 2015 im Kommunalparlament  von Vestvågøy. In den Jahren 2014 bis 2016 diente sie als stellvertretende Vorsitzende ihrer Partei in der Provinz Nordland. Zwischen 2015 und 2017 war sie Abgeordnete im Fylkesting ihrer Provinz, wo sie das für Wirtschaft zuständige Mitglied des Fylkesråd war. Bei der Parlamentswahl 2017 zog sie in das norwegische Nationalparlament Storting ein. Dort vertritt sie den Wahlkreis Nordland und wurde zunächst Mitglied im Bildungs- und Forschungsausschuss. Nach der Wahl 2021 wechselte Fagerås in den Transport- und Kommunikationsausschuss. Im Mai 2024 gab sie bekannt, dass sie bei der Stortingswahl 2025 nicht erneut kandidieren werde.